# Giétroz
Gietroz (Giétroz, Cascade du Gietro, Cascade de Gietroz) – wodospad utworzony przez wodę wypływającą z lodowca Glacier du Giétro, w Szwajcarii (Valais), o wysokości 500 (według innych źródeł 564) metrów i średniej szerokości 15 metrów. Woda z wodospadu wpada do sztucznego jeziora Lac de Mauvoisin.